# Łupina nasienna

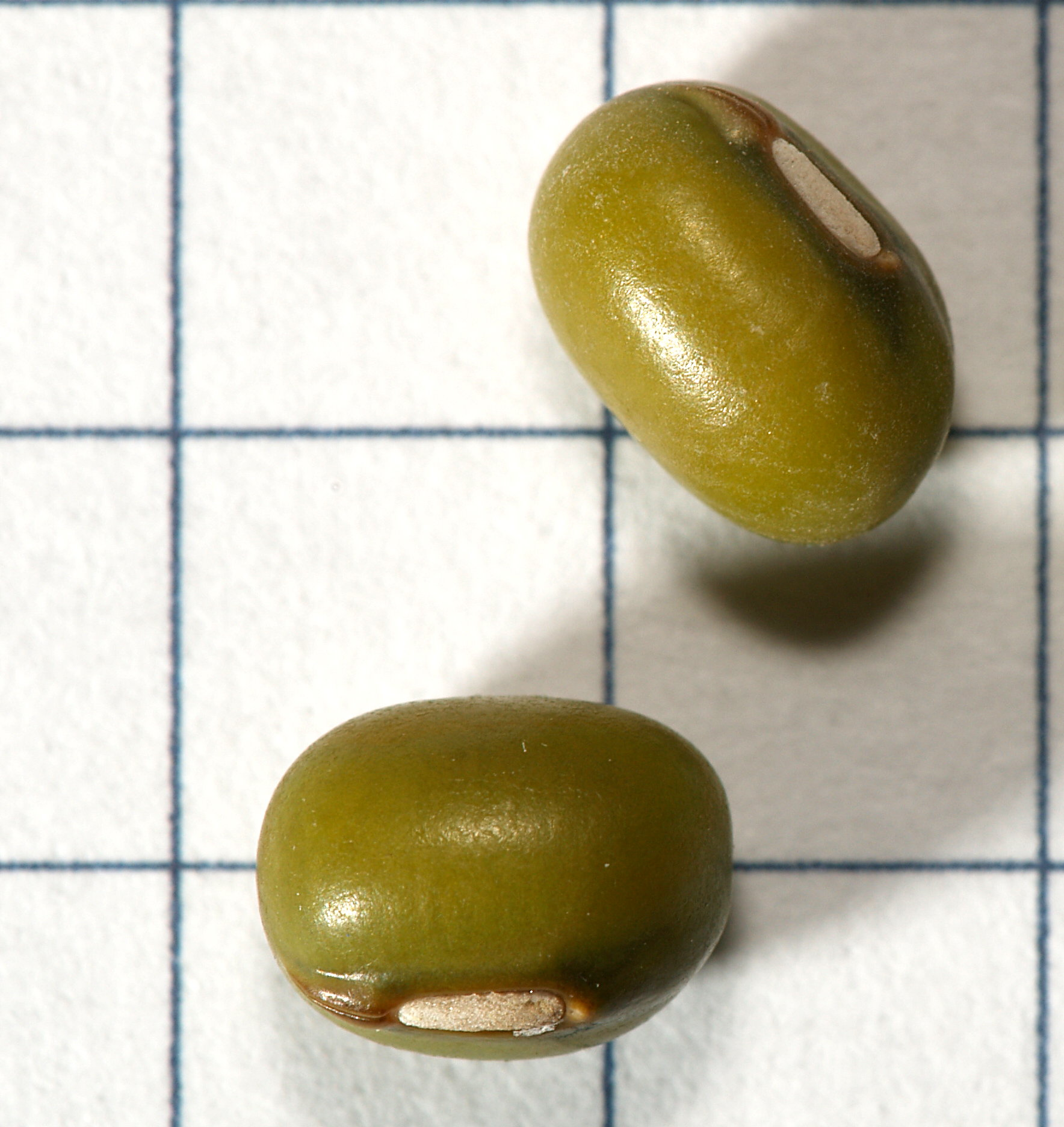
Nasiona Vigna radiata w zielonkawej łupinie z białawym znaczkiem

Łupina nasienna (testa) – element budowy nasion roślin nasiennych. Powstaje w wyniku przekształcenia osłonek zalążka (integumentum), czasem także z zewnętrznych warstw ośrodka zalążka (nucellus). Ponieważ powstaje z tkanek rośliny macierzystej, łupina zawiera podwójny zestaw (2n) chromosomów matecznych. 
Młoda łupina zbudowana jest z cienkościennych komórek z dużymi wakuolami. W miarę dojrzewania nasiona w budowie łupiny zachodzą u różnych roślin różne zmiany. Niektóre warstwy integumentu mogą zanikać, zmienia się struktura ścian komórkowych i zawartość komórek. Często komórki łupiny wypełniają się substancjami barwnymi, nadając łupinom charakterystyczne dla poszczególnych gatunków barwy nasion. Często ściany drewnieją, dzięki czemu łupina nabiera twardości. Nierzadko jednak komórki łupin są higroskopijne i po zwilżeniu śluzowacieją. U niektórych roślin zewnętrzne komórki łupiny wytwarzają charakterystyczne wytwory – włoski, brodawki i haczyki (np. włókna bawełniane są włoskami wyrastającymi z łupin nasiennych).
Twarda łupina chroni nasienie przed szkodliwymi czynnikami zewnętrznymi, np. infekcją bakteryjną, grzybową, wysychaniem oraz uszkodzeniami mechanicznymi. Oprócz roli ochronnej łupina może ułatwiać rozsiewanie, dzięki wykształcanym dodatkowym strukturom lotnym lub czepnym. 
Na łupinie widoczny jest ślad, tzw. znaczek (hilum), będący pozostałością po mocowaniu sznureczka zalążka oraz okienko przez które wyrasta korzonek i hipokotyl. Łupina może być zrośnięta z owocnią, jak to jest w przypadku nasion traw i zbóż (tzw. ziarniak).